# Joanne Brackeen
Joanne Brackeen, geboren als Jo Anne Grogan (Ventura (Californië), 26 juli 1938), is een Amerikaanse jazzpianiste en hoogleraar.

## Biografie
Brackeen leerde piano spelen op 11-jarige leeftijd door de solo's van Frankie Carle's platen te spelen op het instrument. Later had ze nog een paar muzieklessen en in 1958 verliet ze het Los Angeles Conservatory na slechts drie dagen. Later volgden de eerste optredens met Dexter Gordon, Teddy Edwards, Harold Land, Bobby Hutcherson, Don Cherry, Charlie Haden en Charles Lloyd. Ze werkte ook aan een aantal souljazzalbums van vibrafonist Freddie McCoy. Na haar huwelijk met saxofonist Charles Brackeen (nu gescheiden), moest ze zich terugtrekken uit het circuit om haar kinderen (2 dochters, 2 zonen) groot te brengen. In 1966, sinds ze naar New York was verhuisd, verscheen ze opnieuw in het openbaar. In 1969 werkte ze samen met Woody Shaw en David Liebman. Tussen 1969 en 1972 was Brackeen het eerste vrouwelijke lid van Art Blakeys Jazz Messengers. Dit werd gevolgd door engagementen met Joe Henderson (1972–75) en Stan Getz (1975–1977, te horen in Getz/Gilberto '76), voordat ze, gevestigd als een uitstekende pianiste, haar eigen trio's en kwartetten oprichtte waarin Ravi Coltrane, Eddie Gomez, Jack DeJohnette, Cecil McBee en Billy Hart speelden. Ze trad ook solo op in de Carnegie Hall.
Brackeen heeft de hele geschiedenis van de jazz verwerkt - inclusief abstractie en fusion. Haar muzikale aanbod strekt zich uit van standards tot modale jazz en vrije improvisatie. Ze heeft nu meer dan 300 stukken gecomponeerd. Haar composities, sommige met verschoven ritmes en eigenzinnige melodieën, komen uit de traditie, maar klinken vaak als hardbop. Haar flexibiliteit en productiviteit verzekeren haar een plaats als pianiste op hoog niveau in de jazzkritiek. Leonard Feather merkte bijvoorbeeld op dat ze in de jaren 1980 net zo belangrijk was als Bill Evans en Herbie Hancock in de jaren 1960 en Keith Jarrett en McCoy Tyner in de jaren 1970. Haar album Pink Elephant Magic werd in 1999 genomineerd voor een Grammy Award. Joanne Brackeen is sinds 1994 professor aan het Berklee College of Music en aan The New School.

## Onderscheidingen
- 2018: NEA Jazz Masters Fellowship

## Discografie
| Jaar van de opname | Titel                                  | Label                        | Opmerkingen |
| ------------------ | -------------------------------------- | ---------------------------- | --- |
| 1975               | Snooze                                 | Choice                       | Trio, met Cecil McBee, Billy Hart, ook gepubliceerd onder de titel Six Ate bij Candid Records |
| 1976               | Invitation                             | Freedom Records              | Trio, met Clint Houston, Billy Hart |
| 1976               | New True Illusion                      | Timeless Records             | Duo, met Clint Houston |
| 1977               | Tring-a-Ling                           | Choice                       | Trio met Clint Houston, Billy Hart; kwartet met Michael Brecker, Cecil McBee, Billy Hart |
| 1977               | AFT                                    | Timeless Records             | Trio, met Ryo Kawasaki, Clint Houston |
| 1978               | Trinkets and Things                    | Timeless Records             | Duo, met Ryo Kawasaki |
| 1978               | Prism                                  | Choice                       | Duo, met Eddie Gómez (bas) |
| 1978               | Mythical Magic                         | Musik Produktion Schwarzwald | Solo piano |
| 1979               | Keyed In                               | Tappan Zee/Columbia          | Trio, met Eddie Gómez, Jack DeJohnette |
| 1980               | Ancient Dynasty                        | Tappan Zee/Columbia          | Kwartet, met Joe Henderson, Eddie Gómez, Jack DeJohnette |
| 1981               | Special Identity                       | Antilles Records             | Trio, met Eddie Gómez, Jack DeJohnette |
| 1985               | Havin' Fun                             | Concord Records              | Trio, met Cecil McBee, Al Foster |
| 1986               | Fi-Fi Goes to Heaven                   | Concord Jazz                 | met Terence Blanchard, Branford Marsalis, Cecil McBee, Al Foster |
| 1989               | Live at Maybeck Recital Hall, Volume 1 | Concord Jazz                 | Solo piano |
| 1991               | Breath of Brazil                       | Concord Jazz                 | Kwartet, met Eddie Gómez, Duduka da Fonseca, Waltinho Anastácio |
| 1991               | Is It Really True                      | Konnex Records               | Trio, met Walter Schmocker, Billy Hart |
| 1991               | Where Legends Dwell                    | Ken Music                    | Trio, met Eddie Gómez, Jack DeJohnette |
| 1992               | Turnaround                             | Evidence Music               | Kwartet, met Donald Harrison, Cecil McBee, Marvin Smitty Smith |
| 1993               | Take a Chance                          | Concord Jazz                 | Kwartet, met Eddie Gómez, Duduka da Fonseca, Waltinho Anastácio |
| 1994               | Power Talk                             | Turnipseed                   | Trio, met Ira Coleman, Tony Reedus; live-opname |
| 1999               | Pink Elephant Magic                    | Arkadia Jazz                 | Solo piano; trio met John Patitucci, Horacio Hernández; kwartet met Chris Potter, Patitucci, Hernandez; kwintet, bovendien met Nicholas Payton; sextet, bovendien met Jamey Haddad (percussie); kwartet met Patitucci, Hernandez, Dave Liebman; kwintet, bovendien met Kurt Elling |
| 2000               | Popsicle Illusion                      | Arkadia Jazz                 | Solo piano |

### Als sideman
Met Arkadia Jazz All Stars
- ????: Thank You, Duke!

Met Art Blakey
- 1970: Jazz Messengers '70 (Catalyst Records)

Met Stan Getz
- 1976, 2016: Getz/Gilberto '76 (Resonance Records) met João Gilberto
- 1977: Live at Montmartre (SteepleChase Records)

Met Freddie McCoy
- 1966: Funk Drops (Prestige Records)
- 1967: Peas 'n' Rice (Prestige)
- 1967: Beans & Greens (Prestige)
- 1968: Soul Yogi (Prestige)

Met Buddy Terry
- 1972: Pure Dynamite (Mainstream, 1972)

Met Freddie Hubbard
- 1983: Sweet Return (Atlantic)

Met Toots Thielemans
- 1974: Captured alive (Candid)